# السعودية في كأس القارات
هذِه المقالة تعرِضُ مُشاركات مُنتخب السّعودية في كأس القارات.
شارك المُنتخب السّعُودي أربع مرّات في 1992، و1995، و1997، و1999. أفضل نتيجة حصل عليها في 1992 عند خسارة النّهائي 3-1 أمام الأرجنتين.

## نظرة عامّة
| سجل كأس القارات لكرة القدم | سجل كأس القارات لكرة القدم | سجل كأس القارات لكرة القدم | سجل كأس القارات لكرة القدم | سجل كأس القارات لكرة القدم | سجل كأس القارات لكرة القدم | سجل كأس القارات لكرة القدم | سجل كأس القارات لكرة القدم | سجل كأس القارات لكرة القدم |
| السنة                      | النتيجة                    | ترتيب                      | لعب                        | فاز                        | تعادل                      | خسر                        | أهداف لهُ                   | أهداف عليه                 |
| -------------------------- | -------------------------- | -------------------------- | -------------------------- | -------------------------- | -------------------------- | -------------------------- | -------------------------- | -------------------------- |
| 1992                       | وصيف                       | الثاني                     | 2                          | 1                          | 0                          | 1                          | 4                          | 3                          |
| 1995                       | مرحلة المجموعات            | الخامس                     | 2                          | 0                          | 0                          | 2                          | 0                          | 2                          |
| 1997                       | مرحلة المجموعات            | السابع                     | 3                          | 1                          | 0                          | 2                          | 1                          | 8                          |
| 1999                       | المركز الرابع              | الرابع                     | 5                          | 1                          | 1                          | 3                          | 8                          | 16                         |
| 2001                       | لم يتأهل                   | لم يتأهل                   | لم يتأهل                   | لم يتأهل                   | لم يتأهل                   | لم يتأهل                   | لم يتأهل                   | لم يتأهل                   |
| 2003                       | لم يتأهل                   | لم يتأهل                   | لم يتأهل                   | لم يتأهل                   | لم يتأهل                   | لم يتأهل                   | لم يتأهل                   | لم يتأهل                   |
| 2005                       | لم يتأهل                   | لم يتأهل                   | لم يتأهل                   | لم يتأهل                   | لم يتأهل                   | لم يتأهل                   | لم يتأهل                   | لم يتأهل                   |
| 2009                       | لم يتأهل                   | لم يتأهل                   | لم يتأهل                   | لم يتأهل                   | لم يتأهل                   | لم يتأهل                   | لم يتأهل                   | لم يتأهل                   |
| 2013                       | لم يتأهل                   | لم يتأهل                   | لم يتأهل                   | لم يتأهل                   | لم يتأهل                   | لم يتأهل                   | لم يتأهل                   | لم يتأهل                   |
| 2017                       | لم يتأهل                   | لم يتأهل                   | لم يتأهل                   | لم يتأهل                   | لم يتأهل                   | لم يتأهل                   | لم يتأهل                   | لم يتأهل                   |
| مجموع                      | وصيف                       | 4/10                       | 12                         | 3                          | 1                          | 8                          | 13                         | 31                         |

## المُشاركات

### كأس القارات 1992

#### نصف النهائي
| الولايات المتحدة | 0–3    | السعودية                                                   |
| ---------------- | ------ | ---------------------------------------------------------- |
|                  | Report | فهد الهريفي 48' (ركلة.) · يوسف الثنيان 74' · خالد مسعد 84' |

#### النهائي
| الأرجنتين                                                       | 3–1    | السعودية          |
| --------------------------------------------------------------- | ------ | ----------------- |
| ليوناردو رودريغيز 18' · كلاوديو كانيجيا 24' · دييغو سيميوني 64' | Report | سعيد العويران 65' |

### كأس القارات 1995

#### مرحلة المجمُوعات
| Team     | Pld | W | D | L | GF | GA | GD | Pts |
| -------- | --- | - | - | - | -- | -- | -- | --- |
| الدنمارك | 2   | 1 | 1 | 0 | 3  | 1  | +2 | 4   |
| المكسيك  | 2   | 1 | 1 | 0 | 3  | 1  | +2 | 4   |
| السعودية | 2   | 0 | 0 | 2 | 0  | 4  | −4 | 0   |

| السعودية | 0–2    | المكسيك                      |
| -------- | ------ | ---------------------------- |
|          | Report | لويس غارسيا بوستيغو 65'، 82' |

| السعودية | 0–2    | الدنمارك                              |
| -------- | ------ | ------------------------------------- |
|          | Report | بريان لاودروب 43' · مورتن ويهورست 90' |

### كأس القارات 1997

#### مرحلة المجمُوعات
| Team     | Pld | W | D | L | GF | GA | GD | Pts |
| -------- | --- | - | - | - | -- | -- | -- | --- |
| البرازيل | 3   | 2 | 1 | 0 | 6  | 2  | +4 | 7   |
| أستراليا | 3   | 1 | 1 | 1 | 3  | 2  | +1 | 4   |
| المكسيك  | 3   | 1 | 0 | 2 | 8  | 6  | +2 | 3   |
| السعودية | 3   | 1 | 0 | 2 | 1  | 8  | −7 | 3   |

| السعودية | 0–3    | البرازيل                             |
| -------- | ------ | ------------------------------------ |
|          | Report | سيزار سامبايو 65' · روماريو 73'، 80' |

| السعودية | 0–5    | المكسيك                                                                   |
| -------- | ------ | ------------------------------------------------------------------------- |
|          | Report | فرانسيسكو بالنسيا 20'، 62' · كواوتيموك بلانكو 68'، 76' · براوليو لونا 75' |

| السعودية         | 1–0    | أستراليا |
| ---------------- | ------ | -------- |
| محمد الخليوي 40' | Report |          |

### كأس القارات 1999

#### مرحلة المجمُوعات
| Team     | Pld | W | D | L | GF | GA | GD | Pts |
| -------- | --- | - | - | - | -- | -- | -- | --- |
| المكسيك  | 3   | 2 | 1 | 0 | 8  | 3  | +5 | 7   |
| السعودية | 3   | 1 | 1 | 1 | 6  | 6  | 0  | 4   |
| بوليفيا  | 3   | 0 | 2 | 1 | 2  | 3  | −1 | 2   |
| مصر      | 3   | 0 | 2 | 1 | 5  | 9  | −4 | 2   |

| المكسيك                                           | 5–1    | السعودية                 |
| ------------------------------------------------- | ------ | ------------------------ |
| كواوتيموك بلانكو 12'، 19'، 68'، 77' · Abundis 21' | Report | نواف التمياط 62' (ركلة.) |

| السعودية | 0–0    | بوليفيا |
| -------- | ------ | ------- |
|          | Report |         |

| مصر                    | 1–5    | السعودية                                           |
| ---------------------- | ------ | -------------------------------------------------- |
| سمير كمونة 70' (ركلة.) | Report | مرزوق العتيبي 8'، 34'، 78'، 85' · إبراهيم سويد 64' |

#### مرحلة خُروج المغلوب
| البرازيل | 8–2    | السعودية               |
| --- | ------ | ---------------------- |
| جواو كارلوس دوس سانتوس 8' · رونالدينيو 11'، 65'، 90+2' · زي روبرتو 33' · Alex 36'، 86' · رونييليتون دوس سانتوس 62' | Report | مرزوق العتيبي 22'، 31' |

## مَرَاجِع
1. ↑  / كأس الملك فهد 1992 نسخة محفوظة 06 يوليو 2017 على موقع واي باك مشين.
2. ↑  "FIFA Confederations Cup-Part 1995 King Fahd Cup". Soccer Nostalgia. مؤرشف من الأصل في 2018-01-04. اطلع عليه بتاريخ 2017-07-25.
3. ↑  "FIFA Confederations Cup Saudi Arabia 1997 | Awards". FIFA.com. Fédération Internationale de Football Association (FIFA). مؤرشف من الأصل في 2019-06-07. اطلع عليه بتاريخ 2017-10-20.
4. ↑  "1999 FIFA Confederations Cup Rescheduled for July 28 – August 8 in Mexico". Chicago: اتحاد الولايات المتحدة لكرة القدم. 17 نوفمبر 1998. مؤرشف من الأصل في 2012-04-25. اطلع عليه بتاريخ 2020-01-21.